# Philip Bech
Bekker Philip Bech (* 12. März 1869 in Kopenhagen, Dänemark; † 8. März 1928 ebenda) war ein dänischer Theater- und Stummfilm-Schauspieler, ein auf die Darstellung soignierter Würdenträger spezialisierter, gut beschäftigter Haupt- und Nebendarsteller des heimischen Kinos der 1910er und 1920er Jahre.

## Leben und Wirken

### Die frühen Jahre und Arbeit am Theater
Bekker Philip Bech, Sohn des Lebensmittelhändlers Søren Peter Jensen Bech und dessen Ehefrau Cathrine Thomsen, begann 1886 mit einem Jurastudium, ehe er sich für die Schauspielerei entschied. Noch in der künstlerischen Ausbildung begriffen, begann er seine Bühnenlaufbahn 1892 am Dagmarteatret der Hauptstadt Kopenhagen. In den Jahren 1895 bis 1898 bereiste Philip Bech die dänische Provinz und kehrte anschließend zum Dagmarteatret zurück, ohne jedoch künstlerisch einen Durchbruch zu erzielen. 
Bech ging daraufhin nach Aarhus, wo er von 1900 bis 1913 am dortigen Stadttheater engagiert war. Hier gelang ihm sukzessive der Aufstieg zu einem angesehenen Charakterinterpreten. Er spielte unter anderem den Wolle Rævsgaard in Lifet på Hegnsgaard, den Aufseher in Tappenstreg, den Schulleiter in Lynggaard & Co., den Oberst in Das mystische Erbe und den Offizier Justesen in Der rote Hahn. 1913 wechselte er zum Det Ny Teater der Hauptstadt und war in der Spielzeit 1926/27 an der städtischen Bühne von Odense Theater beschäftigt, wo er unter anderem den Johansen in Kupferhochzeit, den Baron Nilus in Jeppe på Bjerget, den Pilegaard in En børsbaron und den Kobbersmed Smidt in Genboerne spielte. 

### Beim Film
Während seiner Zeit in Aarhus kam Philip Bech auch erstmals mit dem zu dieser Zeit noch in den Kinderschuhen befindlichen Film in Berührung. Die in Aarhus ansässige Produktionsfirma Fotorama verpflichtete den Kopenhagener Künstler und gab ihm von Anbeginn zahlreiche gravitätische Rollen als Adeliger und Honoratior vom Dienst (König Christian IV. in Elverhøj, Polizeichef in Ansigtstyven, Fabrikant in Blodets Baand, Baron in Ambrosius). Seltener wurde er als Schurke (Sklavenhändler Wallenstein in Slavehandlernes Flugt) besetzt. 
1913 zog Bech nach Kopenhagen und schloss sich bald der mächtigsten Produktionsstätte seines Landes, der Nordisk Film, an, Auch hier wurde der Mann mit dem markanten Schnurrbart auf hochherrschaftliche und staatstragende Repräsentanten der bürgerlichen Gesellschaft festgelegt. So sah man ihn oft mit Rollen als Millionär, Rittergutsbesitzer, Bankdirektor und Graf (wie den Graf Althaus (Hauptrolle) in dem damals, 1914, hochaktuellen Antikriegsdrama  Die Waffen nieder!). In nur 18 Jahren vor der Kamera kam Bech auf mindestens 111 (derzeit bestätigte) Filmrollen. Zuletzt, 1926, folgte er einem Ruf nach Berlin, wo er in den deutschen Produktionen Die weiße Geisha und Der Faschingskönig (Gemeinschaftsproduktion mit Dänemark) mitwirkte. Kurz nach seiner Mitwirkung in dem letztgenannten Film starb Philip Bech unmittelbar vor seinem 59. Geburtstag. Zum Zeitpunkt seines Todes war der seit 1908 verheiratete Bech am Casinos lille Teater engagiert, wo er in dem Stück Det dødbringende kys auftrat. Philip Bech hinterließ seine 14 Jahre jüngere Frau und zwei Kinder, die in Frankreich lebten.

## Filmografie
- 1910: Elverhøj
- 1910: Ambrosius
- 1910: Ansigtstyven
- 1910: Slavehandlernes Flugt
- 1910: Valdemar Sejr
- 1911: Mormonbyens Blomst
- 1911: En hjemløs Fugl
- 1911: Der Richter / Gefangenschaft der Seele (Dommeren)
- 1912: Blodets Baand
- 1912: Menneskejægere
- 1912: Prins for en Dag
- 1913 Under Kniven
- 1913: Den hemmelige Traktat
- 1913: Die Festungsspione (Fæstningsspioner)
- 1914: Die Tat des Dietrich Stobäus (Skyldig? - ikke skyldig?)
- 1914: Inderpigen
- 1914: Proletargeniet
- 1914: Millionær for en Dag
- 1914: Gyldne Lænker
- 1914: Der mysteriöse Fremde (Den mystiske Fremmede)
- 1914: Der Opiumtraum (Opiumsdrømmen)
- 1914: Die Waffen nieder! (Ned med våbnene)
- 1914: Der Apostel der Armen (Evangeliemandens Liv)
- 1914: Revolutionshochzeit (Revolutionsbryllup)
- 1915: Nerven von Stahl (Manden med Staalnerverne)
- 1915: Cowboymillionæren
- 1915: Um das Bildnis des Königs (Rytterstatuen)
- 1915: Guldkalven
- 1915: Die Maikönigin (Den skønne Evelyn)
- 1916: Sjæletyven
- 1916: Die Flucht vor der Liebe oder Eine Gefahr für die Gesellschaft (En fare sor samfundet)
- 1916: Prinz im Exil (Manden uden Fremtid)
- 1916: Die Fee im Monde (Maaneprinsessen)
- 1916: Das Verschwinden der Gräfin Benita (Stakkels Meta)
- 1916: Grevinde Clara
- 1916: Der Flammentanz (Lydia)
- 1916: Gentlemansekretæren
- 1916: Die Ehe im Schatten (Du skal elske din Næste)
- 1917: Die Spur der ersten Liebe (Livets Gøglerspil)
- 1917: Pax aeterna (Pax æterna)
- 1917: Die Kinder des Westens (Vestens Børn)
- 1917: Børnenes Synd
- 1917: Herregaards-Mysteriet
- 1918: Das Himmelsschiff (Himmelskibet)
- 1918: Der gleitende Schatten (Avisdrengen)
- 1918: Das Feuer und sein Meister (Mands Vilje)
- 1918: Krig og Kærlighed
- 1918: Eine Gefahr für die Gesellschaft / Die Flucht vor der Liebe (En Fare for Samfundet)
- 1918: Dommens Dag
- 1918: Præstens Datter
- 1918: Der Stumme / Der gefesselte Sieger (Hvorledes jeg kom til Filmen)
- 1918: Hævneren
- 1919: Bajadser
- 1919: Livets Omskiftelser
- 1919: Der Sieg der Liebe (Kærlighed overvinder Alt)
- 1919: En ung mans vag
- 1920: Lykkeper
- 1920: En Aftenscene
- 1920: Scenens Børn
- 1921: Munkens Fristelser
- 1921: Schatten der Vergangenheit (Hendes Fortid)
- 1921: Das Rätsel der Nacht (Kan disse øjne lyve?)
- 1922: Madsalune, der Schmugglerfürst (Madsalune)
- 1922: Im siebenten Himmel (Blandt Byens Børn)
- 1923: Der letzte Tanz (Den sidste Dans)
- 1923: Republikaneren
- 1923: Pat und Patachon im Schnee (Vore Venners Vinter)
- 1923: Die Insel der Erfüllung / Die Liebesfalle (Kærligheds-Øen)
- 1924: Fräulein Sherlock Holmes (Min Ven Privatdetektiven)
- 1924: Pat und Patachon am Mittelmeer / Pat und Patachon auf Weltreise (Raske Riviera Rejsende)
- 1924: Wer trägt die Schuld? (Det store hjerte)
- 1925: Den store magt
- 1925: Wenn zwei sich lieben (Fra Piazza del Popolo)
- 1925: Im Sonnental (Solskinsdalen)
- 1926: Der Ritter von der traurigen Gestalt (Don Quixote)
- 1926: Der tanzende Tor (Klovnen)
- 1926: Die weiße Geisha
- 1927: Auf dem Pulverfaß (Tordenstenene)
- 1928: Der Faschingskönig